# اتحادیه فوتبال بوسنی و هرزگوین
اتحادیه فوتبال بوسنی و هرزگوین (انگلیسی: Football Association of Bosnia and Herzegovina) نهاد اداره‌کننده مسابقات فوتبال و فوتسال در کشور بوسنی و هرزگوین است.
این اتحادیه که در ۱۹۹۲ تأسیس شده عضو یوفا و فیفا نیز می‌باشد و مقر آن در شهر سارایوو است.
مسابقات لیگ برتر فوتبال بوسنی و هرزگوین و جام حذفی فوتبال بوسنی و هرزگوین زیر نظر این اتحادیه برگزار می‌شود.